# Paul Jumin Hoffmann
Paul Jumin Hoffmann (* 1986 in Berlin) ist ein deutscher Schauspieler und Theaterregisseur.

## Leben
Paul Jumin Hoffmann, der deutscher und südkoreanischer Abstammung ist, wuchs in Berlin auf.
Erste Bühnenerfahrungen sammelte er am Europäischen Theaterinstitut in Berlin.
Sein Schauspielstudium absolvierte er von 2008 bis 2012 an der Hochschule für Musik und Theater in Rostock. 2011 gewann er mit der Produktion Der Meister und Margarita (Rolle: Der Meister, Regie: Jens Poth) den Ensemblepreis beim Schauspielschultreffen deutschsprachiger Schauspielschulen in Hamburg. Während seiner Ausbildung gastierte er 2011 als Lysander in Ein Sommernachtstraum am Volkstheater Rostock. 2012 trat er am Altonaer Theater auf.
Sein erstes Festengagement hatte er von 2012 bis zum Ende der Spielzeit 2015/16 unter der künstlerischen Leitung von Stefan Fischer-Fels am GRIPS Theater in Berlin, wo er in Inszenierungen von Robert Neumann, Anno Saul, Frank Panhans, Yüksel Yolcu und Franziska Steiof zu sehen war. Von 2013 bis 2015 spielte er dort u. a. den Enkel Philipp in dem musikalischen Theaterstück Die letzte Kommune von Peter Lund mit Musik von Thomas Zaufke.
Ab der Spielzeit 2016/17 war Paul Jumin Hoffmann festes Ensemblemitglied des Jungen Schauspiels Düsseldorf, wo er u. a. mit Daniela Löffner, Robert Gerloff, Gregory Caers, Mina Salehpour, Martin Grünheit, Kristo Šagor, Juliane Kann und Jan Gehler zusammenarbeitete. In der Spielzeit 2017/18 verkörperte er dort in der Uraufführung des Theaterstücks Paradies von Lutz Hübner und Sarah Nemitz den 19-jährigen Hamid, der sich einer islamistisch-radikalen Bewegung anschließt. Außerdem spielte er in der Spielzeit 2017/18 in dem Coming-of-Age-Stück Die Mitte der Welt (nach Andreas Steinhöfel), in dessen Mittelpunkt die Liebe zweier schwuler Männer steht, den jungen Nicholas. In der Spielzeit 2019/20 stellte er beim Jungen Schauspiel Düsseldorf außerdem in der Bühnenfassung von Lukas Rietzschels Bestsellerroman Mit der Faust in die Welt schlagen als widersprüchlicher und vielschichtiger Philipp den einen Teil eines ungleichen Brüderpaars dar. In der Spielzeit 2019/20 spielte er am Düsseldorfer Schauspielhaus den Kapellmeister Ludwig Palffy in Erich Kästners Das doppelte Lottchen (Regie: Robert Gerloff). Seit der Spielzeit 2020/21 ist Paul Jumin Hoffmann, der mittlerweile als freischaffender Schauspieler und Regisseur arbeitet, weiterhin als Gast am Düsseldorfer Schauspielhaus verpflichtet.
Seit 2017 war er am Düsseldorfer Schauspielhaus Leiter des „Bürgerbühnenklubs“ und inszenierte mit der „Bürgerbühne“ am Düsseldorfer Schauspielhaus mehrere Stücke. Sein offizielles Regiedebüt am Düsseldorfer Schauspielhaus gab er in der Spielzeit 2019/20 gemeinsam mit Anke Retzlaff in der musikalischen Produktion Was die Sonne nachts macht.
Paul Jumin Hoffmann arbeitet außerdem für den Film und das Fernsehen. Im Magdeburger Polizeiruf: Eine mörderische Idee (2014, Regie: Stephan Rick) war er als Computerspezialist Kim Nguyen zu sehen. In der Schweizer Krimiserie Der Bestatter spielte er in der Folge Totenwache (Regie: Chris Niemeyer) den Hauptverdächtigen Urs Wänger. In der 18. Staffel der ZDF-Serie SOKO Köln (2021) übernahm Hoffmann eine der Episodenhauptrollen als asiatischer Koch Ruan Dang. In der 7. Staffel der ZDF-Serie SOKO Potsdam (2025) spielte er den Unternehmensberater Frederick Hobrecht, den Bruder der Polizeiermittlerin Pauline Hobrecht (Agnes Decker).
Paul Jumin Hoffmann lebt in Köln und Berlin.

## Filmografie (Auswahl)
- 2012: Bravo 5 (Fernsehserie, sechs Folgen)
- 2014: Der Bestatter: Totenwache (Fernsehserie, eine Folge)
- 2014: Polizeiruf 110: Eine mörderische Idee (Fernsehreihe)
- 2021: Alles was zählt (Fernsehserie, zwei Folgen)
- 2021: SOKO Köln: Schwarzer Tag (Fernsehserie, eine Folge)
- 2022: Marie Brand: Marie Brand und der überwundene Tod (Fernsehreihe)
- seit 2022: Familie Bundschuh (Fernsehreihe)
  - 2022: Unter Verschluss
  - 2023: Bundschuh vs. Bundschuh
- 2023: Die Drei !!! (Fernsehserie, fünf Folgen)
- 2023: Jenseits der Spree: Melanie (Fernsehserie, eine Folge)
- 2024: Die Notärztin (Fernsehserie, drei Folgen)
- 2025: Maloney: Ein Anwalt kommt selten allein (Fernsehserie, eine Folge)
- 2025: SOKO Potsdam: Liebe macht blind, Au-pair (Fernsehserie, zwei Folgen)
- 2025: Marzahn Mon Amour (Fernsehserie, eine Folge)